# 口酒井
口酒井（くちさかい）は、兵庫県伊丹市の地名。現行行政地名は住居表示実施済み区域が口酒井一丁目から口酒井三丁目まであり、住居表示未実施の大字口酒井の下に12の小字がある。郵便番号664-0844。

## 地理
旧川辺郡神津村に属した地域。口酒井1〜3丁目は猪名川の東岸にあり、北を森本、東を岩屋、南を尼崎市田能、西を大字口酒井と接する。
大字口酒井は口酒井1丁目沿いの猪名川西岸および猪名川と藻川の分岐点上に架かる神津大橋の南側に開けた中州の部分に当たり、南を尼崎市田能、南西の一点で尼崎市猪名寺、藻川を挟んだ西岸で伊丹市東有岡、中州の北で大字伊丹字下市場と接し、大部分が阪神水道企業団猪名川事業所の敷地となっている。

## 歴史
古くは摂津国川辺郡酒井村（さかいむら）と呼ばれていたが、猪名川の上流に当たる有馬郡にも同名の酒井村（後に上酒井村、現在は三田市に属する）が存在したので1873年に「猪名川の河口に近い方の酒井村」として口酒井村へ改称した。
1889年の町村制施行後は神津村の大字となり、1952年に神津村が伊丹市へ編入合併されたことに伴い伊丹市の大字となった。2004年10月4日に大字口酒井の東部で住居表示を実施し、口酒井1〜3丁目となる。

## 交通
町内に鉄道は通っておらず、JR西日本福知山線伊丹駅が最寄駅となる。伊丹市バスは口酒井・東口酒井の2停留所を町内に設置している。

## 施設
大阪国際空港に至近であることから、特に2〜3丁目は倉庫が立ち並ぶ物流拠点となっている。
- 口酒井会館
- 春日神社
- 玄徳寺
- 松源寺
- 阪神水道企業団猪名川事業所[3]